# Günther Saßmannshausen
Günther Saßmannshausen (* 3. Juni 1930 in Weidenau; † 21. November 2010 in Hannover) war ein deutscher Diplom-Geologe und Manager. Von 1972 bis 1988 war er Vorstandsvorsitzender der Preussag AG in Hannover.

## Leben
Günther Saßmannshausen studierte Geologie an der Universität Tübingen und der RWTH Aachen und verdiente sich den Lebensunterhalt währenddessen unter anderem durch seine Arbeit unter Tage. 

## Wirken
Unmittelbar nach dem Studium begann er 1955 als Lagerstättengeologe bei der bundeseigenen Preußischen Bergwerks- und Hütten-AG (Preussag). 1960 wurde er Technischer Direktor für das Erdöl- und Erdgasgeschäft, 1965 stellvertretendes, 1968 ordentliches Mitglied des Vorstands und 1972 wurde er Vorsitzender des Vorstands der Preussag AG Berlin/Hannover sowie bis 1981 des Wirtschaftsverbands Erdöl- und Erdgasgewinnung in Hannover. Ab 1976 war er zudem Vorstand des Instituts für die niedersächsische Wirtschaft. Die erfolgte Privatisierung des Unternehmens Preussag setzte er fort und trimmte den Konzern auf Wirtschaftlichkeit. 1988 schied er auf eigenen Wunsch aus.
Er war Präsident der Wirtschaftsvereinigung Metalle in Düsseldorf. 1979 war er Präsident der Interocean – 3. Internationaler Kongreß für Meeresforschung und -nutzung in Düsseldorf. 1989 übernahm er die Leitung der Regierungskommission Bundesbahn zur Privatisierung der Deutschen Bundesbahn, wurde erster Vorsitzender des neuen Aufsichtsrats und später Ehrenvorsitzender. Der Preussag blieb er im Aufsichtsrat bis 2002 verbunden und begleitete dort den Umbau zum Reisekonzern TUI. Darüber hinaus war er auch Aufsichtsratsmitglied und Gesellschafter der Heraeus Holding GmbH. Saßmannshausen war zeitweise auch Aufsichtsratsvorsitzender der Salzgitter AG, deren Aufsichtsrat er ab 1983 angehörte, und Aufsichtsratsmitglied in mehreren Gesellschaften, unter anderem der Deutschen Shell, Continental, Vereinigte Aluminium-Werke, Volkswagen AG (1987–2001) und Ruhrgas AG sowie der KfW. Er war Vorsitzer der Wirtschaftsvereinigung Metalle, des WEG und im Vorstand des BDI.

## Varia
In Hannover engagierte Saßmannshausen sich in der Stiftung Niedersachsen und im Freundeskreis Hannover.
Saßmannshausen war verheiratet und hatte vier Kinder.

## Auszeichnungen
- 1982[6] oder 1987[7]: Georg Agricola-Denkmünze
- 1985: Niedersächsische Landesmedaille
- 1987: Großes Verdienstkreuz der Bundesrepublik Deutschland
- Großes Verdienstkreuz mit Stern der Bundesrepublik Deutschland[1]
- Ehrendoktorwürde der Ingenieurwissenschaften (Dr. Ing. E. h.) der TU Clausthal[8]
- Ehrenvorsitzender des Aufsichtsrats der Deutschen Bahn AG[1]

## Schriften
- Bergbau und Rohstoffe, Schlüssel zum Fortschritt: Perspektiven der Rohstoffversorgung der Bundesrepublik Deutschland nach der Energiekrise 1973/74. Glückauf, Essen 1975, ISBN 3-7739-0155-0
- als Herausgeber: Heinz Dürr – Annäherung an einen neugierigen Unternehmer. Campus, Frankfurt 2003, ISBN 3-593-37315-7